# 科特基瓦利鎮區 (北達科他州麥克亨利縣)
科特基瓦利鎮區（英語：Kottke Valley Township）是位於美國北達科他州麥克亨利縣的一個鎮區。

## 地方資料
科特基瓦利鎮區的面積為92.31平方千米，皆為陸地。根據2020年美國人口普查的數據，當地共有人口60人，而人口密度為每平方千米0.65人。